# Kamamber
Kamambêr (francosko Camembert) je mehak francoski sir z belo plemenito plesnijo. 

## Značilnosti
Za mnogo ljudi je kamamber sinonim za francoske sire. 
Površina sirčka je prekrita s snežno belo plesnijo Penicillium candidum, zrel kamamber pa je lahko rahlo krem barve. Ob robovih je vidna rdeča maža, ki lahko preide preko celega sirčka. Testo je belkaste do rumenkaste barve, glede na stopnjo zrelosti tudi transparentno rumene. Testo je mehko, elastično in plastično. V začetku zorenja so na prerezu vidni sloji, prav tako je dopustno nekaj drobnih očesc, ki pa morajo izginiti med zorenjem. Mladi sir je rahlo kiselkastega okusa, zrel kamamber pa ima rahel okus po gobah. Zrel sir se vda na pritisk, vendar ne sme teči. 
Kamember oblikujejo v nizke hlebčke, visoke 2,50 do 3,50 cm, s premerom 10,00 do 11,00 cm, težke okoli 240 do 280 gramov. »Petit camambert« ima premer 8,00 do 8,50 cm, višino 2,50 do 3,50 cm in težo 135 do 145 gramov.

## Proizvodnja
Pristni kamamber izdelujejo iz nepasteriziranega kravjega mleka, ki ga obdaja tanka užitna plast plesni tipa Penicillium candidum in Penicillium camemberti in izvira iz Normandije. Kamamber danes izdelujejo v majhnih okroglih modelčkih, sir pa je skoraj vedno zavit v papir ali kaširan v aluminijevo folijo in zapakiran v majhne lesene škatlice, ki se po obliki prilegajo sirčku.

### Zaščita označbe porekla
Čeprav izdelovanje kamamberja že od leta 1983 poteka pod nadzorom AOC (Appellation d'Origine Contrôlée), je kamamber najbolj kopiran sir na svetu. Pristni kamamber prihaja iz Normandije in ga označujejo s Camembert de Normandie.

## Zgodovina
Kamamber izvira iz francoske vasi Camembert v Normandiji. Prvič naj bi ga leta 1791 izdelala Marie Harel po nasvetih duhovnika iz pokrajine Brie.